# This Would Be Paradise
This Would Be Paradise è l'EP di Melissa Auf der Maur, musicista canadese di rock alternativo, pubblicato il 10 novembre 2008 dalla Urbinated Music.
È la sua prima realizzazione dopo la sua uscita dalla Capitol Records.
Due dei tre brani contenuti nell'EP, The Key e This Would Be Paradise sono stati più tardi pubblicati nel suo secondo album da solista Out of Our Minds del 2010, mentre l'altro brano Willing Enabler compare solo su di esso.
È stato registrato durante le sessioni di Out of Our Minds nel 2007 e 2008, prodotto dalla Auf der Maur, Chris Goss e Jordon Zadorozny.
Melissa ha autofinanziato la registrazione dell'EP realizzato in forma di disco da 7" e download digitale. Per promuovere l'uscita dell'EP ha effettuato un tour di sei date in Nord America ed Europa.
Alla sua uscita ha ricevuto buone critiche, ma non ha avuto un buon piazzamento in classifica.
Il titolo è una citazione del canadese Tommy Douglas, nel brano la voce della saggezza, che diceva: 
(Tommy Douglas)

## Tracce
Tutti i brani sono di Melissa Auf der Maur, eccetto dove indicato.
Vinile 7"
1. The Key – 3:54
2. Willing Enabler – 4:17 (Auf der Maur, Durand)
3. This Would Be Paradise (feat. Tommy Douglas) – 2:42

## Formazione
Hanno partecipato alle registrazioni, secondo le note dell'album:

### Musicisti
- Melissa Auf der Maur – voce (1, 2), basso (1, 2), chitarra (1), tastiere, autoharp, omnichord (3)
- Jordon Zadorozny – basso (3)
- Jeordie White – chitarra (1, 2)
- Josh Freese – batteria (1, 2)

### Tecnici
- Chris Goss – produttore (1)
- Melissa Auf der Maur – produzione (1-3)
- Jordon Zadorozny – produzione (2,3)
- Edmund P. Monsef – missaggio
- Adam Ayan – mastering